# Flaviporus hunua
Flaviporus hunua är en svampart som först beskrevs av Gordon Herriot Cunningham, och fick sitt nu gällande namn av Ginns 1984. Flaviporus hunua ingår i släktet Flaviporus och familjen Meruliaceae.   Inga underarter finns listade i Catalogue of Life.